# Площадь Синьории (Тревизо)
Площадь Синьории (итал. Piazza dei Signori) — центральная площадь Тревизо, расположенная в самом сердце города, его культурном и историческом центре. Своим нынешним названием площадь обязана наличию зданий, в которых располагались органы Синьории Тревизо (представителей венецианских властей и самоуправления города): Палаццо дель Подеста, ныне резиденция префектуры, Палаццо дей Треченто (ныне резиденция муниципального совета) и Палаццо Преторио.

## История и топонимия
Первое известное имя площади — Пьяцца дель Карубио. Карубио — искаженное слово «квадрувиум», термин, также упомянутый на латинской мемориальной доске (ныне замурованной на колокольне городского собора), найденной в 1760 году, которая свидетельствует о том, что древний Тарвизиум был построен в соответствии с общепринятыми градостроительными критериями римских городов, с главными улицами, пересекавшимися под прямым углом — «кардо» и «декумано», на месте их пересечения «квадрувиуме» расположилась современная площадь Пьяцца дей Синьории. Однако, по другой версии, «квадрувиум» скорее находился на близлежащей площади Кардуччи, точке пересечения сегодняшней Виа Индипенденца и Виа Мартири делла Либерта.
После постройки Ратуши (Palazzo del Comune) площадь получила название Пьяцца делле Катене или Пьяцца делла Берлина, чтобы указать место, где осужденных выставляли напоказ народу. В XVI веке площадь также была известна как Пьяцца Гранде, Пьяцца дель Пополо, позднее — как Пьяцца деи Нобили.
В 16 веке вокруг Палаццо дель Подеста, центра политико-административной жизни того времени, начали возникать торговые лавки.
В XIX—XX веках площадь служила местом отдыха горожан, где каждое воскресенье вечером играл городской оркестр и проводились карнавальные торжества. Сегодня на площади проходят многочисленные мероприятия, такие как показы мод, концерты, Международная фольклорная выставка, фестиваль мороженого и прочие.

## Описание

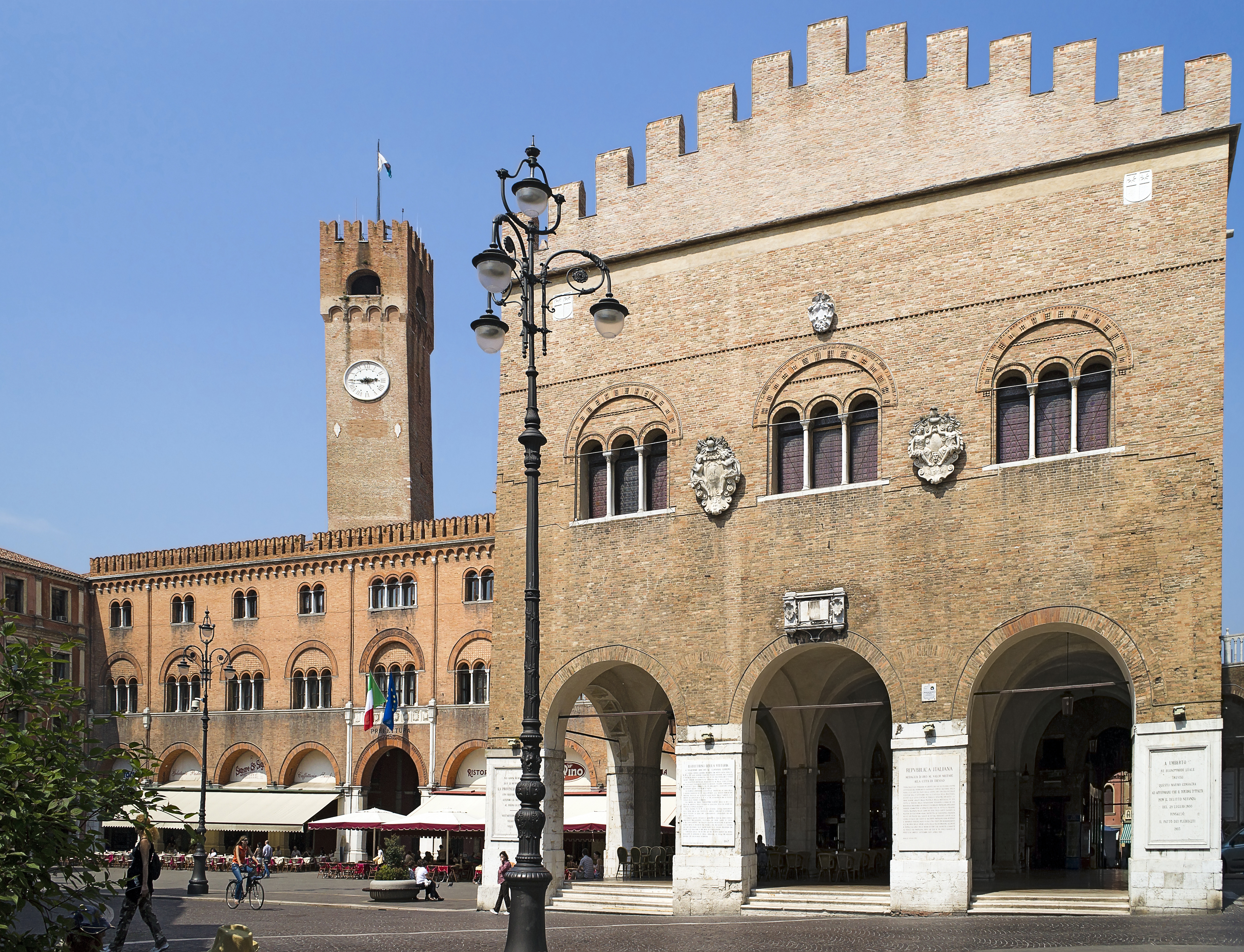
Площадь Синьори и Палаццо Треченто.

Площадь Синьории, полностью мощенная каменными плитами, имеет прямоугольный план и с трех сторон окружена крупными зданиями — Палаццо Треченто (на востоке), Палаццо делла Префеттура или дель Подеста (на севере) и Палаццо Преторио (на западе). Если последние имеют на первом этаже высокие портики с арочными арками, то первый этаж Палаццо дей Треченто целиком занимает немного приподнятая над уровнем площади лоджия, соединяющая Пьяцца деи Синьории с Пьяцца Индипенденца.
Осматривая здания, можно заметить памятные доски и многочисленные изображения льва Святого Марка с открытой книгой, свидетельство принадлежности города Венецианской республике. Со времен средневековья площадь была резиденцией местной администрации, а также местом встречи, поскольку она находится в центре двух улиц, которые до сих пор являются одними из самых популярных у туристов и любителей шоппинга.

## Здания
Строительство группы муниципальных зданий на площади продолжалось несколько столетий.
Считается, что Палаццо дель Комуне (сейчас уже не существует) и Палаццо деи Треченто — два первых здания, которые были построены, их присутствие засвидетельствовано уже в первые годы XIII века.

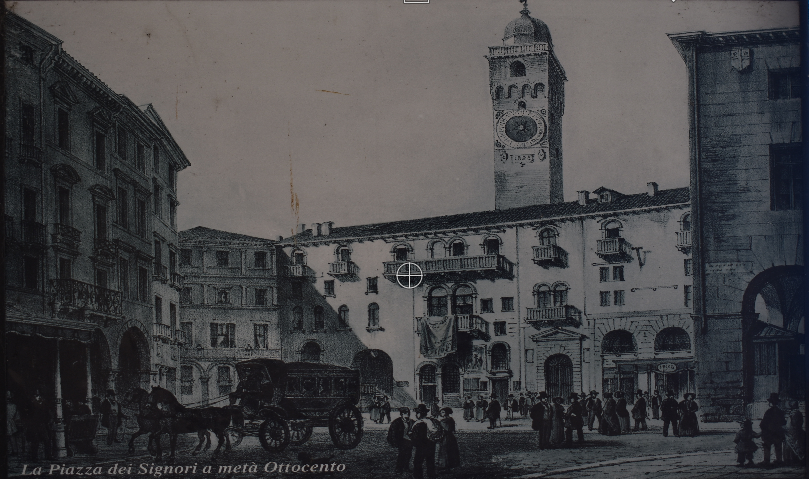
Площадь Синьории в XIX веке.

### Дворец Подеста
Сегодня он также известен как Дворец префектуры и расположен на северной стороне площади. В дворянскую и муниципальную эпоху здесь стоял Палаццо дель Комуне, где собиралось малое собрание, выполнявшее правительственные функции города. Во время венецианского правления в здании размещались представители власти, оно было резиденцией различных ведомств и резиденцией подеста. После окончания эпохи Венецианского правления, начиная с 1807 года, дворец стал резиденцией городского суда (впоследствии перенесенным в дворец правосудия на площади Пьяцца Дуомо) и первой выставочной площадкой городских музеев. Первое ядро музея из коллекции картин, подаренной Маргаритой Гримальди Прати, было создано в 1851 году в зале Малого совета. Сегодня здание вместе с Преторианским дворцом является резиденцией префектуры.
Нынешний облик дворца в неоготическом стиле является результатом работ, проведенных между 1874 и 1877 годами по проекту инженера Джулио Оливи. Лишь задняя часть здания и крыша сохранили древнюю структуру.

### Гражданская башня
Торре Цивика (Гражданская башня) была построена в 1218 году. Первоначально она была отдельно стоящим строением. Примерно пятьдесят лет спустя, во время работ по расширению Палаццо дель Подеста, башня была присоединена к комплексу зданий, в которых ныне расположена префектура. На башне подвешен колокол «Марангона», который с 1328 года отмечает время общественной жизни города.

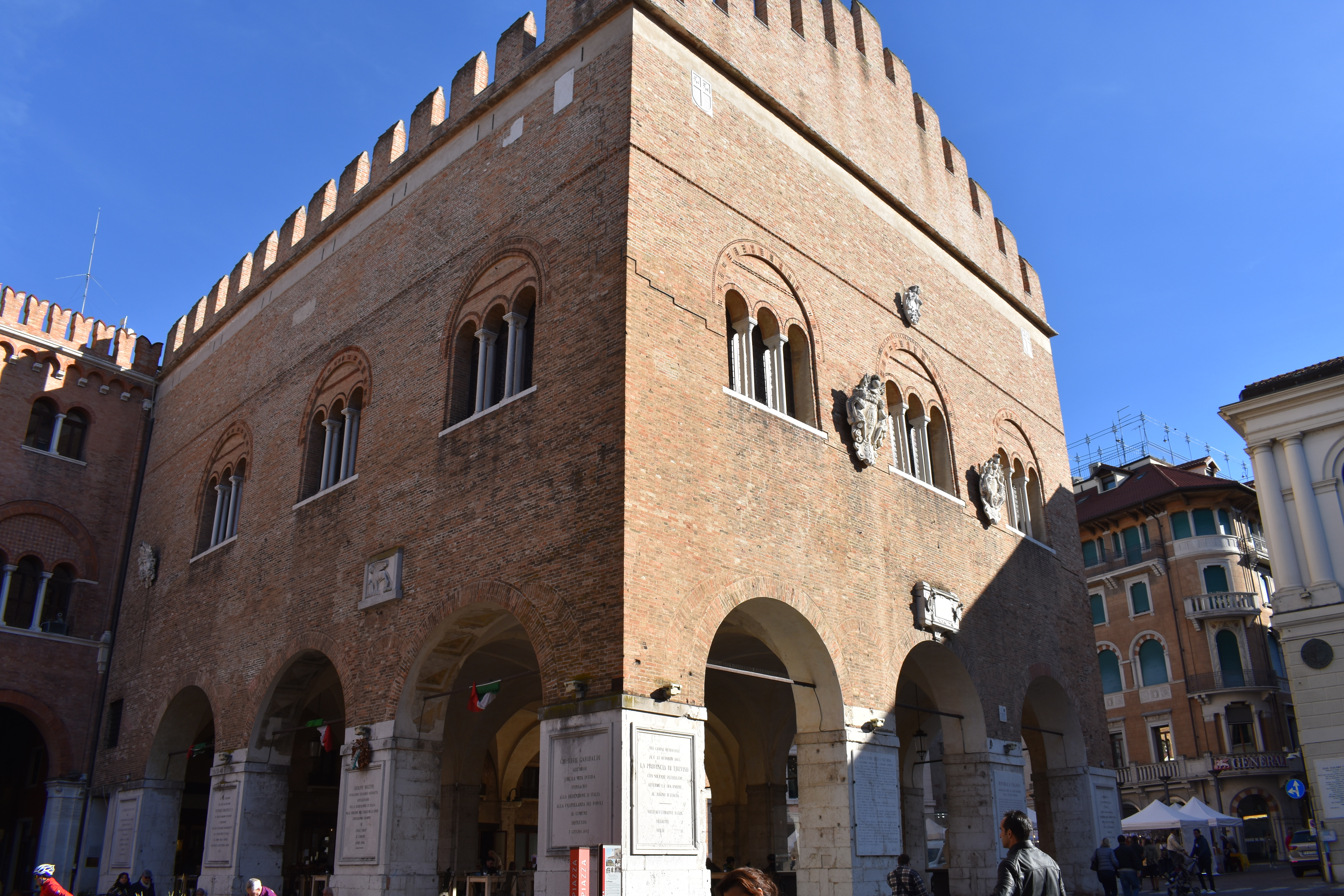
Дворец Треченто

### Дворец Треченто
Дворец Треченто (Palazzo dei Trecento — Дворец трёхсот) был построен в 1213 году. Также известный как Палаццо делла Раджоне (Дворец разума), это древняя резиденция Maggior Consiglio (Совета Трёхсот).
Дворец построен на свободном пространстве в самом сердце древнего города, на котором находился форум римской эпохи.
Особенностью дворца является большая лоджия на первом этаже с видом на площадь Пьяцца деи Синьори из трехстрельчатых окон, называемая «Лоджия Треченто», здесь собиралось важнейшее городское собрание, состоявшее из 300 членов. Построенная в 1553 году, сегодня зал по-прежнему находится в центре политической и административной жизни города, как резиденция городского совета.

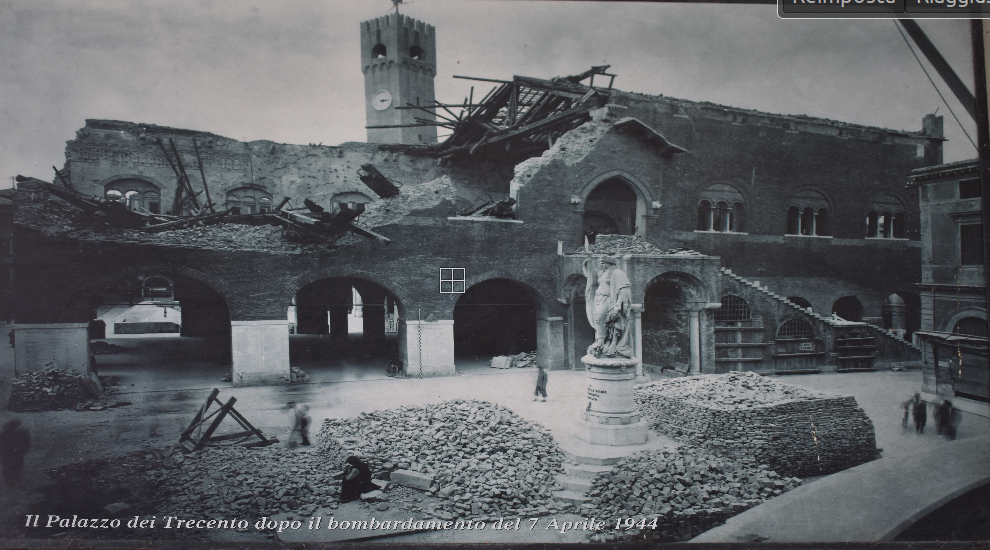
Палаццо Треченто после бомбардировки 1944 года.

Между 1874 и 1877 годами Палаццо Треченто был модернизирован по проекту инженера Джулио Оливи, который частично придерживался проекта Камилло Бойто, фасадная часть была полностью перестроена. В 1906 году была восстановлена внешняя лестница с восточной стороны. Работы закончились в 1939 году, и здание оставалось неизменным до трагической Страстной пятницы 1944 года, когда оно серьезно пострадало в результате бомбардировки Тревизо. Здание восстановило свой первоначальный вид благодаря тщательной реставрации, продолжавшейся с 1947 по 1951 год. Было решено, что зубцы, выполненные в гибеллиновской форме во время реконструкции в конце XIX века, необходимо полностью перестроить в стиле гвельфов.
В 2007 году были проведены новые реставрационные работы.

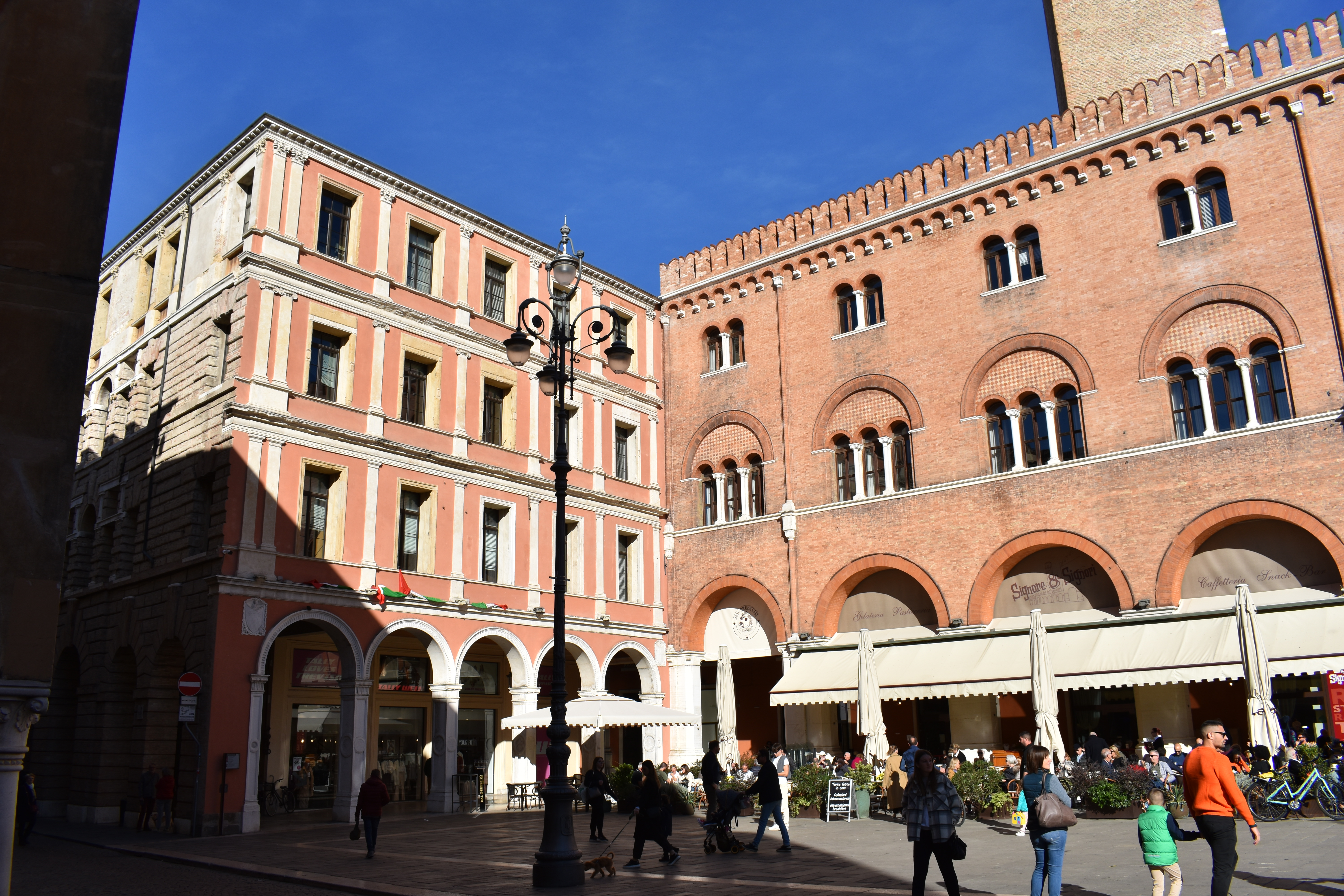
Преторианский дворец

### Преторианский дворец
К западу от площади и параллельно Палаццо дей Треченто расположен Палаццо Преторио, завершающий группу муниципальных зданий и замыкающий площадь. Здание имеет примечательный каменный фасад XVII века, выходящий на улицу Виа Кальмаджоре. Внутри дворца в венецианскую эпоху находился Фонтан делле Тетте. Удаленный после падения Венецианской республики, он был заново открыт аббатом Луиджи Байло. В настоящее время он расположен в лоджии Палаццо Треченто. На первом этаже располагалась лоджия с фресками, приписываемыми Поццосеррато. Сторона, обращенная к площади, была полностью перестроена при реконструкции центрального корпуса. Однако древние части все ещё присутствуют.